# Ichirō Kojima
Ichirō Kojima (小島 一郎, Kojima Ichirō), né le 14 novembre 1924 à Aomori et mort le 7 juillet 1964, est un photographe japonais.
Il est lauréat de l'édition 2010 du prix Higashikawa où il reçoit le prix Hidano Kazuemon.